# Kim Ye-ji
Kim Ye-ji, född 17 november 1994, är en sydkoreansk roddare.
Kim Ye-ji tävlade för Sydkorea vid olympiska sommarspelen 2012 i London, där hon slutade på 19:e plats i singelsculler.
Vid olympiska sommarspelen 2016 i Rio de Janeiro slutade Kim Ye-ji på 18:e plats i singelsculler.